# Llanrug
Llanrug (wymowaⓘ) – wieś w północno-zachodniej Walii, w hrabstwie Gwynedd, historycznie w Caernarfonshire, położona na południowym brzegu rzeki Seiont, około 5 km na wschód od Caernarfon. W 2011 roku liczyła 1916 mieszkańców.
W XIX wieku w okolicach prowadzono wydobycie łupka. Przez miejscowość przebiegała linia kolejowa Carnarvon and Llanberis Railway z Caernarfon do Llanberis (obecnie rozebrana).